# Destinație finală 3
Destinație finală 3 (engleză: Final Destination 3) este un film de groază din 2006 regizat de James Wong. Este al treilea din seria de filme de groază Destinație finală

## Prezentare
Wendy este o adolescentă care împreună cu prietenii ei păcălește moartea după ce are o viziune în care ea și prietenii ei mor într-un carusel.

## Actori
| Actor                   | Personaj                                                  |      |
| ----------------------- | --------------------------------------------------------- | ---- |
| Ryan Merriman           | Kevin Fischer                                             |      |
| Mary Elizabeth Winstead | Wednesday "Wendy" Christensen                             |      |
| Kris Lemche             | Ian McKinley                                              |      |
| Alexz Johnson           | Erin Ulmer                                                |      |
| Sam Easton              | Frankie Cheeks                                            |      |
| Jesse Moss              | Jason Robert Wise                                         |      |
| Gina Holden             | Carrie Dreyer                                             |      |
| Texas Battle            | Lewis Romero                                              |      |
| Chelan Simmons          | Ashley Freund                                             |      |
| Crystal Lowe            | Ashlyn Halperin                                           |      |
| Amanda Crew             | Julie Christensen                                         |      |
| Maggie Ma               | Perry Malinowski                                          |      |
| Ecstasia Sanders        | Amber Regan                                               |      |
| Tony Todd               | Diavolul cu role, efect montagne Prezentatorul din Metrou | Stem |